# شرفاء الواد (الوسطية)
شرفاء الواد هو دُوَّار يقع بجماعة سوق القديم، إقليم تطوان، جهة طنجة تطوان الحسيمة في المملكة المغربية. ينتمي الدوّار لمشيخة الوسطية التي تضم 11 دوار. يقدر عدد سكانه بـ 235 نسمة حسب الإحصاء الرسمي للسكان والسكنى لسنة 2004.

## روابط خارجية
- البوابة الوطنية للجماعات الترابية نسخة محفوظة 12 مارس 2018 على موقع واي باك مشين.
- المندوبية السامية للتخطيط